# Sportvereniging Excelsior '31
Sportvereniging Excelsior'31 é um clube holandês de futebol da cidade de Rijssen, na Holanda. Foi fundado em 31 de maio de 1931 e disputa a Topklasse, o terceiro nível do futebol holandês. Manda seus jogos no estádio Sportpark De Koerbelt, que tem capacidade para 3.150 espectadores.